# باخوژو
باخوژو (به لهستانی:  Bachorzew) یک روستا در لهستان است که در گمینا یاروچین (استان لهستان بزرگ‌تر) واقع شده‌است. باخوژو ۳۶۰ نفر جمعیت دارد.